# Augusto Torres
Augusto Torres (Tarrasa, Barcelona, 19 de junio de 1913 − Barcelona, 13 de marzo de 1992) fue un pintor y muralista  uruguayo de origen español. Fue el segundo hijo del pintor Joaquín Torres García y de Manolita Piña.

## Biografía
Su infancia transcurrió en diferentes ciudades, en 1919 la familia se trasladó a Nueva York, donde residirán hasta 1922 cuando regresan a Europa y se instalan en Fiesole (Italia), donde residirán hasta 1926. Estos años le permitirían familiarizase con los frescos de la Toscana y la ciudad de Florencia.
Posteriormente, se trasladan a Francia para instalarse en París, en la casa de Jean Hélion, que despierta en Augusto el interés por la escultura africana y la antropología. En 1928, con solo 15 años, es contratado por el Musée de Trocadero  (actualmente Museo del Hombre) para ilustrar e inventariar la colección de vasos Inca y Nazca, despertándose así su interés por la cultura precolombina, comenzando también sus estudios de historia del arte, costumbres y metafísica de los pueblos originarios americanos.
En 1930 trabaja en el estudio de Julio González, al que ayuda en la realización de una réplica del “Hommage à Apollinaire” de Picasso, quien visita a menudo el taller. 
En esos años participa en dos exposiciones colectivas en París y conoce a Van Doesburg, Calder, Arp, Lipchitz o Severini, amigos de la familia y cuyas conversaciones influirán en la personalidad del joven Augusto, que además estudiará dibujo en el estudio de Amédée Ozenfant.
En 1933, su familia se traslada a Madrid, donde estudia cerámica y visita el Museo del Prado, lo que le permite estudiar la obra de El Greco, Goya y Velázquez. La de este último le marcará profundamente.
Tras exponer en el Salon des Surindependents de París, su familia se instala definitivamente en Montevideo.
El regreso al Uruguay marcará un punto de inflexión en su vida. Su padre funda la Asociación de Arte Constructivo y posteriormente el Taller Torres García, donde jóvenes pintores se formarán en las teorías constructivistas. Su amistad con el también pintor y discípulo de Torres García Alceu Ribeiro le llevaré a realizar con él su primera exposición en Montevideo y a viajar juntos a Bolivia y Perú para estudiar el arte precolombino.
En 1951, contrae matrimonio con la artista y miembro del Taller Elsa Andrada. 
Tras morir su padre en 1949 combina la dirección del Taller Torres García con viajes a Europa hasta el cierre del mismo en 1967.
Tras el cierre del Taller repartirá su vida entre Montevideo y Barcelona, realizando diversas colaboraciones con el arquitecto Antoni Bonet y presentando su obra en exposiciones en galerías y museos de Montevideo, Nueva York, San Pablo, Venecia, Madrid y Barcelona. Participa en  la Bienal de Venecia, la Bienal de Sao Paulo y la feria ARCO.
Falleció en Barcelona en 1992.
Después de su muerte, su obra ha continuado siendo expuesta en galerías y museos de todo el mundo, destacando entre las exposiciones colectivas la muestra de 1992 “La escuela del Sur, el Taller Torres García y su legado”, itinerante por el Museo Nacional Centro de Arte Reina Sofía de Madrid, el M.Hintington Art Gallery de Texas, el Museo de Monterrey, el Museo del Bronx en Nueva York y el Museo Rufino Tamayo en Ciudad de México, “Constructive Universalism”, en el Art Museum of the Americas, Washington, la exposición en la Galería Cecilia de Torres de Nueva York “65 years of constructivist Wood” así como las muestras  “El Taller Torres García”, celebrada en la Sala Dalmau de Barcelona y el Centre Cultural Caixa de Terrassa en 1998 y “25 anys de galeria” en la Sala Dalmau, ambas premiadas con el premio de la ACCA (Asociación Catalana de Crítica de Arte) a la mejor exposición del año. Entre las muestras individuales destacan las celebradas en 1994 en el Museo Torres Garcia de Montevideo en 2003 en Sicardi Gallery, Texas, y la exposición en Sala Dalmau en 2005 que sirvió como acto de clausura del 25 aniversario de dicha galería.
Su obra se encuentra, entre otras instituciones, en la Fundación Miró de Barcelona, el Museum of Modern Art de Nueva York, el Museo Nacional de Artes Visuales y el Museo Torres García de Montevideo.

## Obra mural
- 1943: Mural en la casa del arquitecto Freddy Guttman en Buenos Aires.
- 1944: Participa junto a Torres García y los miembros de su Taller en la realización de los murales del Hospital de Saint-Bois, Montevideo.
- 1954: Mural de 2 x 6 m para el Sindicato Médico de Montevideo.
- 1958: Mural en relieve para el Liceo Miranda, Montevideo.
- 1964: Colabora con el arquitecto Antoni Bonet con un gran mural de piedra caliza para el Banco Río de la Plata de Montevideo
- 1968: Mural de cerámica de 2 x 6 m en la casa del arquitecto Ernesto Leborgne.
- 1976: Mural de 27 metros cuadrados tallado en madera policromada en colaboración  con el arquitecto Antoni Bonet en Barcelona.
- 1978: Mural de 4 x 1,60 m para el Discount Bank Overseas Ltd. en Montevideo.
- 1979: 2 murales, uno en madera de 2,75 x 14,74 m y otro en cerámica de 2,72 x 16,5 m en colaboración con el arquitecto Antoni Bonet.